# (1266) Tone
(1266) Tone est un astéroïde de la ceinture principale externe. Son nom provient du fleuve Tone au Japon.

## Découverte
(1266) Tone a été découvert par Okuro Oikawa le 23 janvier 1927 à Tokyo. Sa désignation provisoire est 1927 BD

## Orbite
Cet astéroïde fait partie de la ceinture principale externe d'astéroïdes, c'est-à-dire que son périhélie est de plus de 3,2 UA du Soleil et son aphélie à moins de 4,6 UA du Soleil. Bien que son périhélie soit de 3,18 UA au lieu de 3,20, il est quand même considéré comme un astéroïde de la ceinture principale externe.
Sa distance minimale d'intersection de l'orbite terrestre est de 2,21 UA